# Västersjön, Blekinge
Västersjön är en sjö i Ronneby kommun i Blekinge och ingår i Vierydsåns huvudavrinningsområde. Sjön är 2,5 meter djup, har en yta på 0,024 kvadratkilometer och befinner sig 122,7 meter över havet.